# Піпеточний дозатор
Піпе́точний доза́тор, або мікропіпе́тка — це прилад поршневого типу, який використовується для взяття та внесення певних доз (дозування) біологічних рідин та реактивів при проведенні біохімічних досліджень. Працює за принципом піпетки.
Також в україномовних та російськомовних лабораторіях за дозатором встановилася назва самплер (англ. sampler — пробовідбирач), проте ця назва помилкова, адже пробовідбирач являє собою інший прилад для зняття проб з продуктів/речовин, наприклад нафтовий пробовідбирач.
Перші піпеточні механічні дозатори з'явилися в 1960-х роках.

## Різновиди піпеточних дозаторів

### Багатоканальні та одноканальні піпеточні дозатори

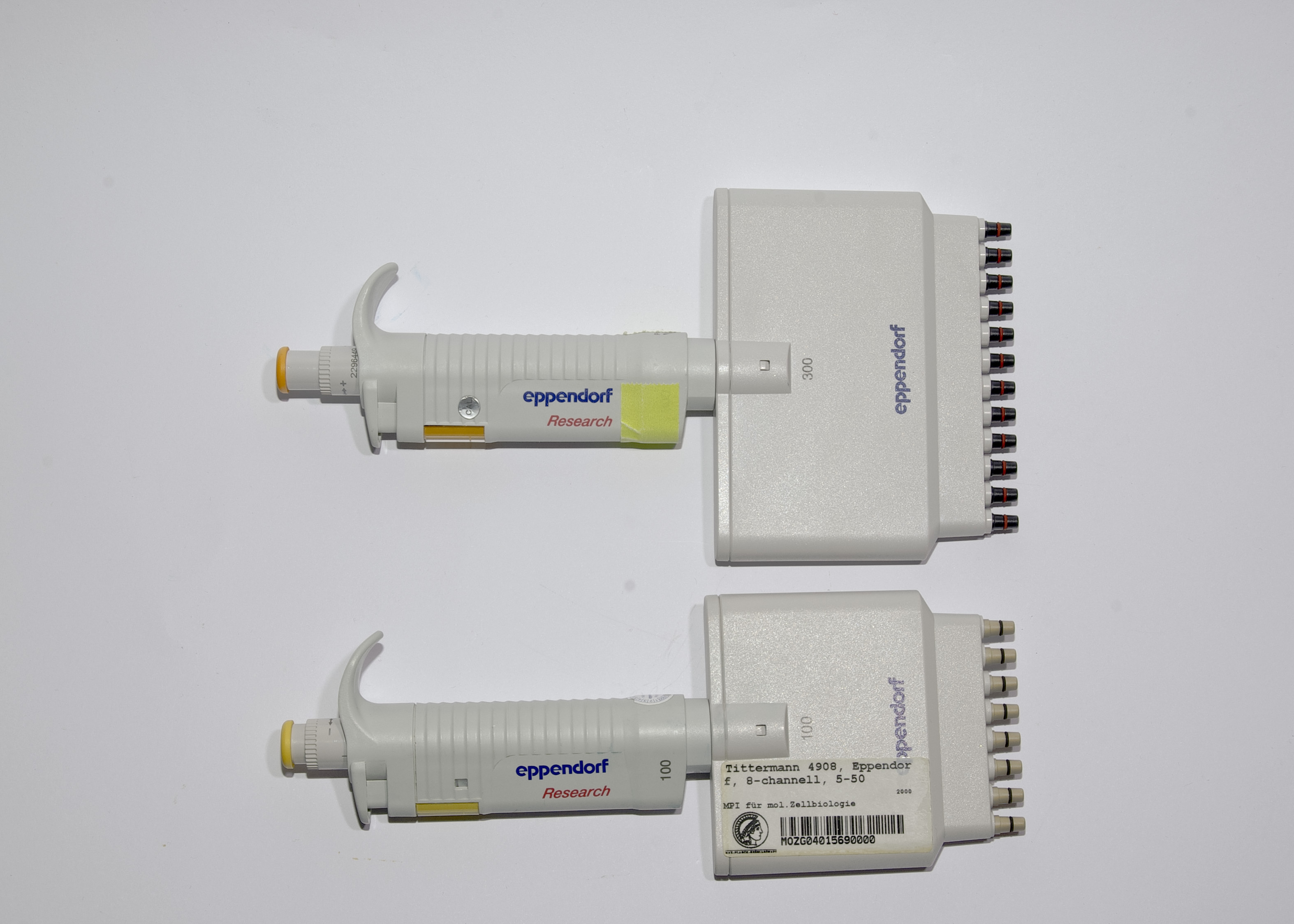
12- та 8-канальні дозатори

В залежності від кількості мірних циліндрів виділяють: дозатори піпеточні одноканальні та дозатори піпеточні багатоканальні. Багатоканальні піпеточні дозатори дозволяють ввести однакову дозу речовини в кілька ємностей.

### Механічні та електронні піпеточні дозатори

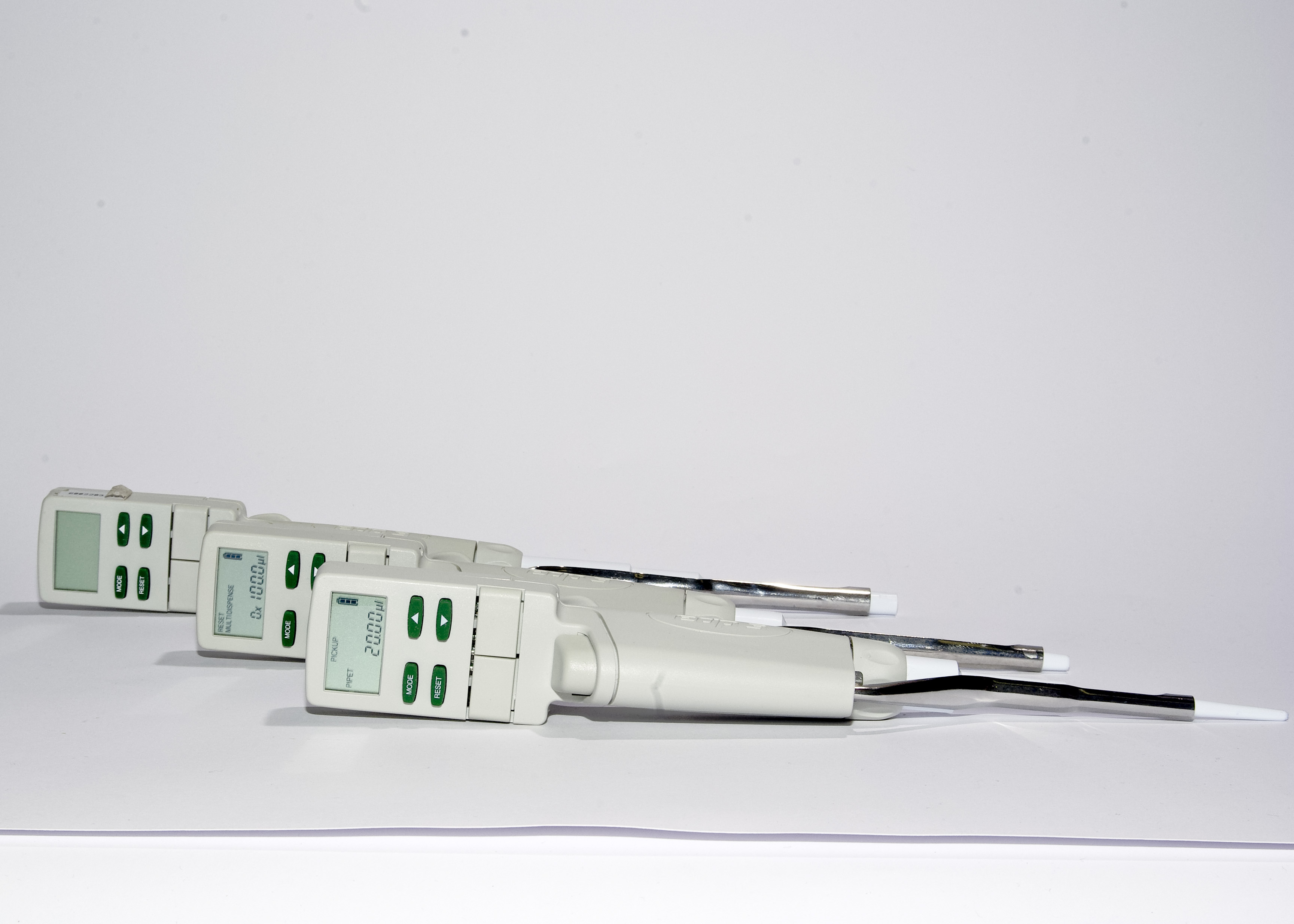
Електронні дозатори

За способом управління піпеточні дозатори поділяють на механічні та електронні. Електронні дозатори мають більш високу точність, ніж механічні. Це забезпечується мікропроцесорним керуванням, рідкокристалічним дисплеєм, акумуляторною батареєю.

### Піпеточні дозатори фіксованого та варіабельного об'єму

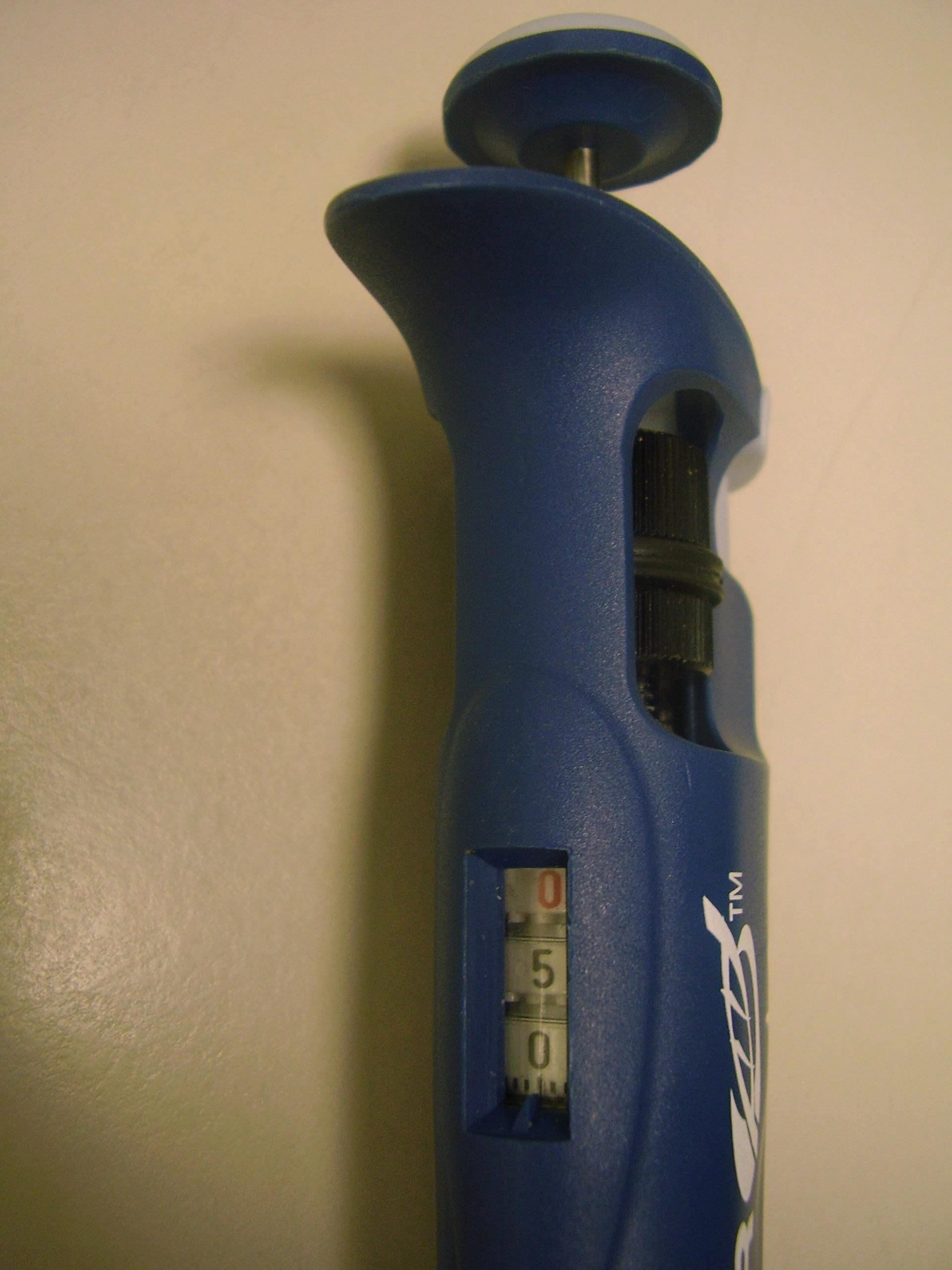
Дозатор варіабельного об'єму має регулятор (чорне колесо на фотографії) та індикатор виставленого об'єму.

Розрізняють також дозатори піпеточні фіксованого об'єму та дозатори піпеточні варіабельного об'єму. В дозаторів піпеточних фіксованого об'єму — об'єм дози, яку можна використовувати, встановлюється виробником, а в дозаторів варіабельного об'єму — вона встановлюється користувачем в заданому діапазоні.

## Особливості будови та механізму роботи автоматичних піпеточних дозаторів

### Механізм роботи автоматичних піпеточних дозаторів

Схема будови дозатора

Автоматичні піпеточні дозатори є дозаторами поршневого типу. Витіснення рідини відбувається за рахунок тиску, що створює шар повітря, який розташований в мірному циліндрі. Переміщення поршня, що також розташований у мірному циліндрі, або зменшує об'єм повітря під ним, або збільшує. При збільшенні об'єму під поршнем, рідина буде прагнути заповнити цей об'єм, а при зменшенні цього об'єму рідина витіснятиметься шаром повітря. Додатковий об'єм, що створюється переміщенням поршня еквівалентний поглинутій дозі рідини, а зменшення об'єму мірного циліндра під поршнем, що викликається зворотнім переміщенням поршня еквівалентне витиснутій дозі рідини.

### Особливості будови автоматичних піпеточних дозаторів

#### Запобіжник руху поршня
В кожному мірному циліндрі піпеточного дозатора є два запобіжники руху поршня: верхній та нижній. У піпеточних дозаторів фіксованого об'єму запобіжники руху поршня розташовані на певній незмінній відстані один від одного, а тому ними можна дозувати фіксований об'єм рідини, а в піпеточних дозаторів змінного об'єму один запобіжник є рухливими і за його допомогою можна змінювати відстань руху поршня.

#### Наконечник
Всі дозатори піпеточні працюють з використанням знімних одноразових наконечників («носиків»). Для запобігання потрапляння рідини з розчину у середину дозатора а також для запобігання контамінації розчинів та проб в середину деяких видів наконечників вміщується фільтр. При чому при роботі важливим є недопускання змочування фільтру рідиною, яка набирається.

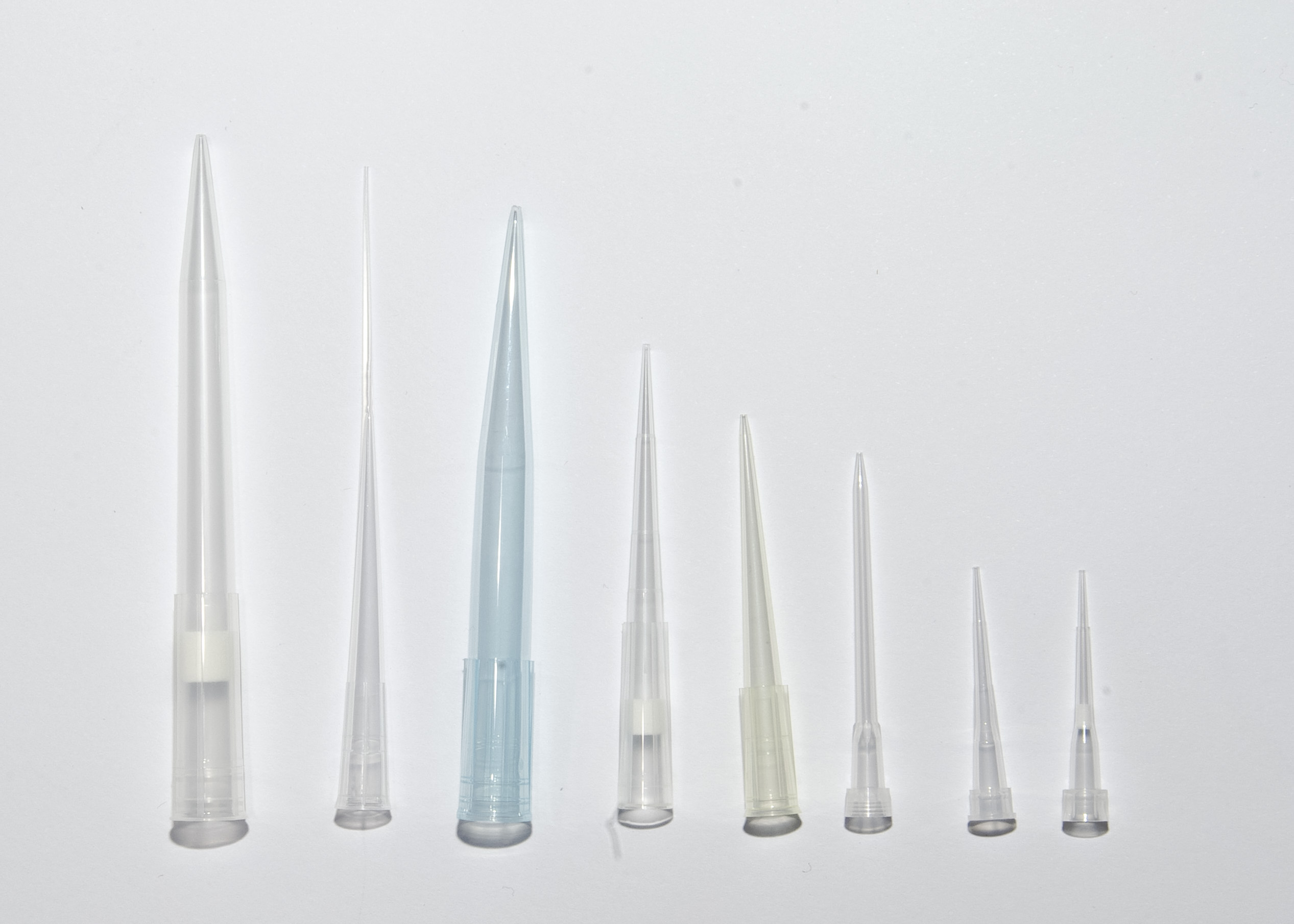
Наконечники пластикові, одноразові. Різного об'єму на різні дозатори. Також зображені наконечники з фільтром (білий циліндр всередині) та без фільтру.
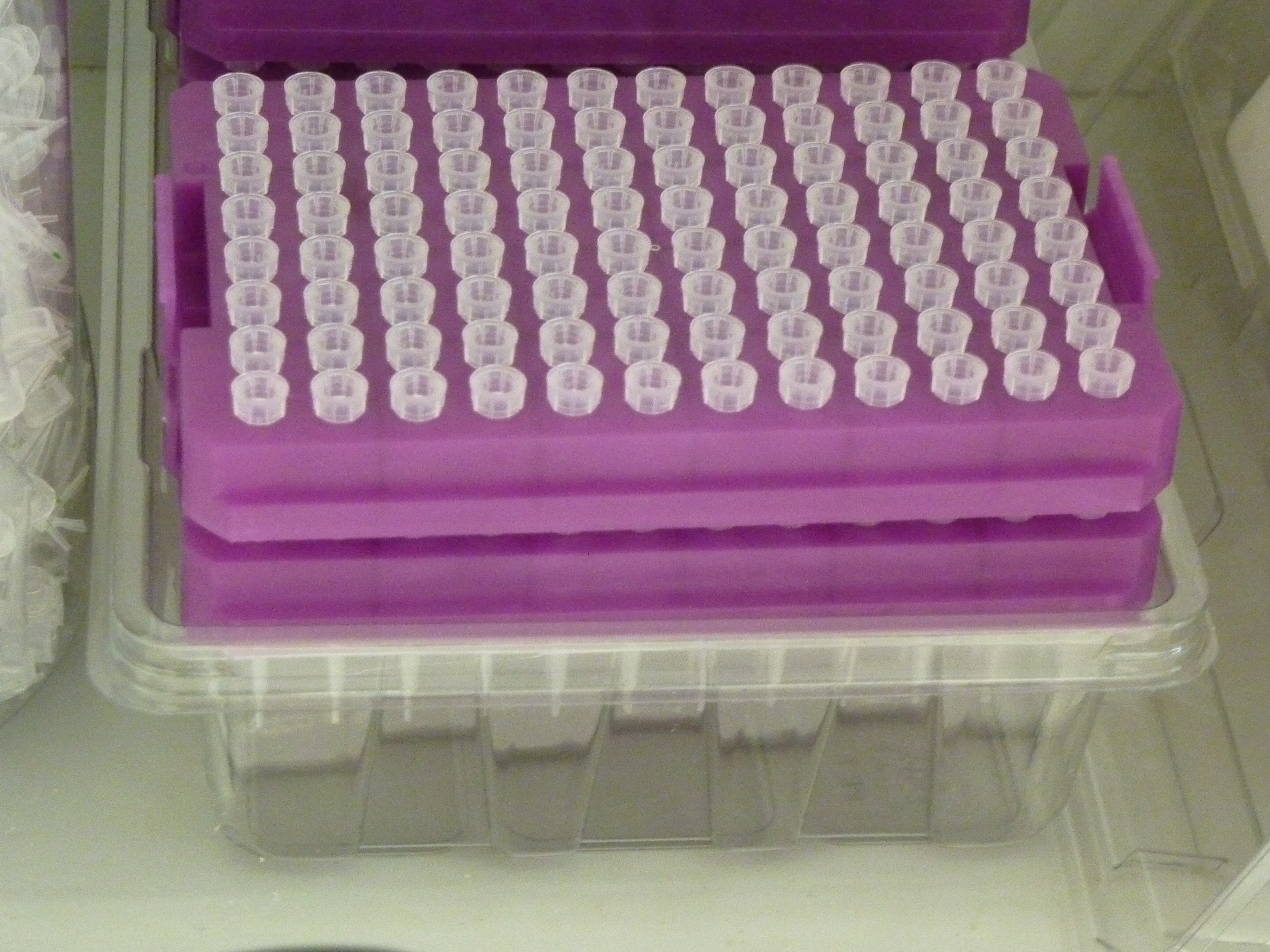
Коробка з чистими наконечниками на 10 мкл